# 69
El año 69 (LXIX) fue un año común comenzado en domingo del calendario juliano, en vigor en aquella fecha.
En el Imperio romano, era conocido como el Año del consulado de Augusto y Vinio (o menos frecuentemente, año 822 Ab urbe condita). La denominación 69 para este año ha sido usado desde principios del período medieval, cuando el Anno Domini se convirtió en el método prevalente en Europa para nombrar a los años.

## Acontecimientos

### Por lugar

#### Imperio romano
- Año de los cuatro emperadores: Tras la muerte de Nerón en 68, Galba, Otón, Vitelio y Vespasiano se suceden uno detrás de otro como emperadores a lo largo de este año.
- 1 de enero: las legiones romanas en Germania Superior rechazan jurar lealtad a Galba. Se rebelan y proclaman emperador a Vitelio.
- 10 de enero: Lucio Calpurnio Pisón Liciniano es adoptado por Galba y nombrado emperador romano delegado.
- 15 de enero: Galba y su hijo adoptivo, Pisón, son asesinados por la Guardia Pretoriana en el foro romano.
- Otón toma el poder en Roma, se proclama emperador y reina durante tres meses, antes de suicidarse.
- Marco Trebelio Máximo, gobernador de Britania, se ve obligado a huir a la Galia después de un motín de la Legio XX Valeria Victrix en Deva Victrix (Chester).
- 14 de abril: Primera batalla de Bedriacum, Vitelio derrota a las legiones de Otón y este último se suicida.
- 17 de abril: Vitelio se convierte en emperador.
- Marco Vetio Bolano se convierte en el nuevo gobernador de Britania y se enfrenta a una segunda insurrección de Venucio, rey de los brigantes.
- 1 de julio: Tiberio Julio Alejandro ordena a sus legiones en Alejandría que juren lealtad a Vespasiano como emperador.
- 1 de agosto: Rebelión bátava, los bátavos en Germania Inferior (Países Bajos) se rebelan bajo el liderazgo de Gayo Julio Civil.
- Los bátavos atacan los fuertes romanos en la frontera del Rin; destruyen Fectio y Traiectum (moderna Utrecht).
- La cohors II Tungrorum de la Galia Bélgica, levada con habitantes de Atuatuca Tungrorum en el noroeste del Bosque de las Ardenas se rebelan contra los romanos.
- Las legiones danubianas de Panonia y Mesia proclaman emperador a Vespasiano.
- 24 de octubre: Cremona es saqueada por contingentes militares de Vespasiano a las órdenes de Marco Antonio Primo, en la segunda batalla de Bedriacum; los flavianos bajo Antonio derrotan a los vitelianos.
- 21 de diciembre: Vespasiano es proclamado emperador de Roma, por el Senado Romano, tras la derrota de Vitelio el día anterior, el asesinato de Galba y las luchas consiguientes por la sucesión. Este mismo año sofoca la rebelión judía de Palestina y el alzamiento de los germanos bátavos en el Rin.[1]
- 22 de diciembre: Capturan y matan a Vitelio en las escaleras Gemonías.
- Judea: La primera guerra judeo-romana – Vespasiano asedia Jerusalén, la ciudad será capturada al año siguiente por su hijo Tito.
- Se deshace la Legio I Macriana liberatrix.
- Comienza la Dinastía Flavia.
- La provincia Mauritana es incorporada a la Bética.

### Acontecimientos en marcha
- Imperio romano. La primera guerra judeo-romana en Judea (66–70).

## Nacimientos
- San Policarpo de Esmirna

## Fallecimientos
- Enero — Locusta
- Lucio Calpurnio Pisón Liciniano, emperador romano delegado (n. 38)
- 15 de enero - Galba; emperador romano (n. 3 a. C.)
- 16 de abril - Otón; emperador romano (n. 32)
- 29 de junio - Simón Pedro, apóstol y primer Obispo de Roma
- 22 de diciembre - Vitelio (Aulo Vitelio Germánico); emperador romano (n. 15)